# Jaume Esteve i Homs
Jaume Esteve i Homs (Calonge, 9 de febrer del 1913 - 17 de setembre del 2006) va ser compositor i un instrumentista de tible a cobla i clarinet i saxo en formacions d'orquestra.

## Biografia[1]
Jaume Esteve, germà del també músic Juli Esteve, era fill d'Antoni Esteve, natural de Subirats (Alt Penedès), i de Maria Homs, de Sant Jordi Desvalls (Gironès).
Va aprendre a tocar el tible amb el mestre Josep Estrany. Als quinze anys, i amb el seu convilatà Ricard Viladesau, ja formava part de la cobla la Principal de Calonge. També va formar part de les agrupacions locals la Calongina i la Principal Calongina.
El 1936 tocava a l'"Orquestra Palamós", i a finals d'aquell any hom el va anar a cercar per formar una banda militar a Alcanyís, que acabaria fusionant-se amb la banda militar "Macià-Companys".
Després de la guerra civil espanyola va tornar a incorporar-se a formacions locals: la tropical de Calonge. Però després se'n va anar al poble veí de Palamós, on col·laborà amb la Tropical de Palamós i la cobla Palamosina del Foment. Aquell mateix any va anar, encara que per poc temps, amb la Selvatana, de Cassà de la Selva, i els Montgrins, de Torroella de Montgrí. Entremig va formar part de l'orquestra Mendoza de Figueres. Després dels Montgrins, el 1946, va formar part de la Montgrinenca, la Principal de Cassà, la Carbó de Santa Coloma de Farners, la Maravella de Caldes i el conjunt d'Eduard Castelló de Palamós.
L'any 1956 va ser un dels fundadors a Palafrugell de l'Orquestra Costa Brava, i s'hi va estar vuit anys. Després va fundar el conjunt Melody, de Palamós. L'any 1975, juntament amb el seu germà Juli, va ser un dels iniciadors de la "Cobla Ciutat de Girona", on va tocar fins a la jubilació, el 1979.
El compositor Emili Juanals li dedicà l'obligada de tible En Met Refilaire.
Es guanyava la vida fent de cisteller. Morí en el seu Calonge natal.
Compongué mitja dotzena de sardanes.

## Sardanes
- A en Gendrau de Calonge (1985), en col·laboració amb en Miquel Tudela
- L'amic Sendra
- Anna Maria
- L'Anna Maria i la Montserrat
- Carme (1949)
- La font dels capellans
- Laura (2001), coescrita amb l'Emili Juanals